# The Daily Biological
The Daily Biological ist ein Jazzalbum des Chad Taylor Trios mit Neil Podgurski und Brian Settles. Die circa 2019 entstandenen Aufnahmen erschienen im Juni 2020 auf Cuneiform Records.

## Hintergrund
Der Schlagzeuger Chad Taylor, Jahrgang 1973, gilt als eine Legende aus Chicago, meinte Phil Freeman, die mit praktisch allen Persönlichkeiten der äußerst wichtigen Musikszene dieser Stadt gespielt hat. Seine beiden Partner auf diesem Album, der Tenorsaxophonist Brian Settles und der Pianist Neil Podgurski – es gibt keinen Bassisten – sind Freunde, die er seit Mitte der 1990er-Jahre kennt, mit denen er jedoch noch nie zuvor aufgenommen hat. Mike Shanley schrieb in JazzTimes, die Namensnennung aller drei Musiker auf dem Cover bedeute, dass Taylor, obwohl er die Session organisiert hat, eine kooperativen Einsatz leite. Alle drei Spieler stellen Kompositionen vor und fungieren abwechselnd als musikalischer Anker, so dass die anderen beiden nach außen drängen können.

## Titelliste
- Chad Taylor Trio: The Daily Biological (Cuneiform 467)[3]

1. The Shepherd  5:43
2. Prism  5:07
3. Swamp  7:18
4. Resistance  6:57
5. Matape  6:07
6. Birds, Leaves, Wind, Trees  8:40
7. Untethered  5:21
8. Recife  2:45
9. Between Sound and Silence  12:10

Die Kompositionen stammen von Brian Settles (Tracks 1,3), Chad Taylor (Tracks 5, 8, 9) und Neil Podgurski (Tracks 2, 4, 6, 7).

## Rezeption
Phil Freeman wählte den Mitschnitt in Stereogum als eine der besten Alben des Monats aus und lobte, die Musik, die sie zusammen machen, ist frei, aber liedhaft. Der Eröffnungstitel des Albums, „The Shepherd“, gebe jedem die Möglichkeit zu glänzen, indem er eine komplexe Saxophon-Melodie durcharbeitet, bevor er eine Sequenz von Soli durchläuft, von denen Taylors aggressivste ist und über das Kit stolpert, als würde er die Trommeln in ihre Gehäuse hämmern.

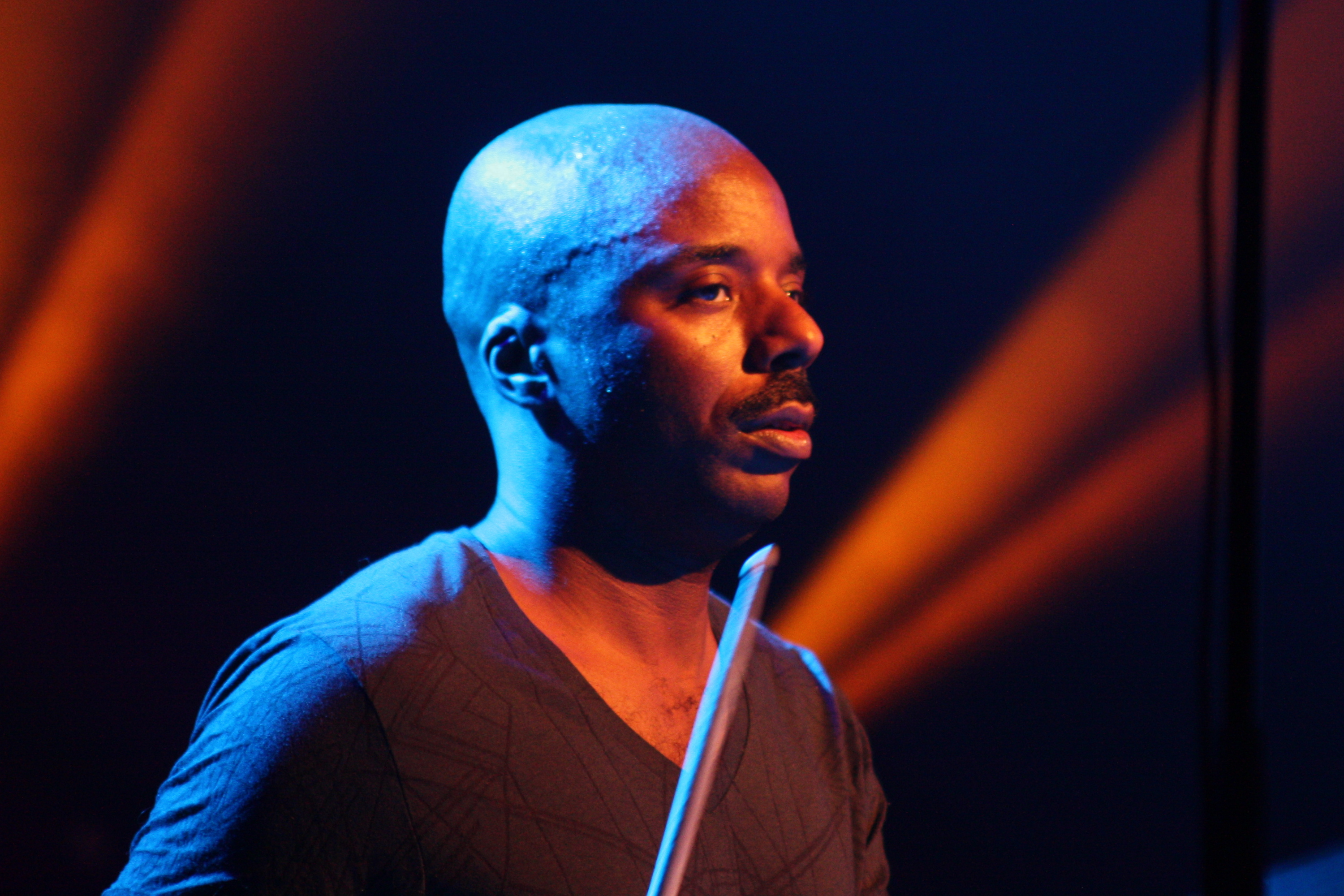
Chad Taylor (mit Pharoah and the Underground auf dem Deutschen Jazzfestival 2013)

Mike Shanley schrieb in JazzTimes, aufgrund Taylors Erfahrung in der Raumnutzung lasse die Abwesenheit eines Bassisten auf diesem Album keine Wünsche offen. Man könne nur hoffen, so das Resümée des Autors, dass diese drei nicht zu beschäftigt sind, um sich in naher Zukunft zu einer weiteren Sitzung zu treffen.
Nach Ansicht von Will Layman, der das Album in PopMatters rezensierte, sind es manchmal die kleinen Dinge – die kleinen Änderungen an der Routine, die einen dazu bringen, etwas Frisches zu fühlen oder zu tun. Im Falle von Chad Taylors Trio auf The Daily Biological sei dies das Fehlen eines Bassisten. Der Autor geht nicht so weit, zu behaupten, „dass Bassisten die Kreativität meiner Lieblingsbands einschränken. Aber die nach außen fliegende Energie des Chad Taylor Trio auf dieser Aufnahme ist die reine Freude. Die tiefen Töne werden abgedeckt, manchmal von Taylors tief melodischer Arbeit an seinen Toms und seiner Kick-Drum, manchmal von Podgurskis linker Hand, normalerweise von der gemeinsamen Aktion der gesamten Band, die Wege findet, sowohl gespielte Noten als auch absichtliche Stille als ‚Grund‘ als den Groove einer Melodie, entstehen zu lassen.“ die Herkunft der drei Musiker – Chicago, Washington DC, Philadelphia – vermittle das Gefühl, dass die Musik größer ist als eine Stadt, eine Szene, ein Stadtteil, ein Stil, schrieb Layman weiter. Die Band spiele auf eine Art und Weise, die weniger „pingelig“ ist als das, „was wir oft von den neuen Jazz-Leuten in Brooklyn hören, aber es ist nicht ohne Komplexität, Tricks im Ärmel und Möglichkeiten, Stilgrenzen zu überwinden.“ The Daily Biological, auf dieses flinke Power-Trio reduziert, gehe dorthin, wohin es will, wohin die Musik es führt.
S. Victor Aaron schrieb in Something Else!, es sei schlicht unmöglich, sich der hochwertigen progressiven Jazzmusik der letzten Jahrzehnte hinzugeben und nicht dem Schlagzeuger Chad Taylor zu begegnen. Andererseits sei es leicht, ihn als Bandleader auszublenden, weil er so wenige Platten unter seinem eigenen Namen gemacht hat. Die Musik von The Daily Biological sei nicht so offen „außen vor“ wie einige der Projekte, mit denen Chad Taylor seit langem in Verbindung gebracht wird. Aber die Songs seien reich an Details, kleinen Erfindungen und einer demokratischen Trio-Sensibilität. „Bei all den Schattierungen progressiver Musik, in denen Chad Taylor brilliert, wird keine seiner Aufzeichnungen mehr tun, als an der Oberfläche seiner Kunst zu kratzen“, resümiert Aaron. „Mit Neil Podgurski und Brian Settles an seiner Seite deckt The Daily Biological jedoch einen Großteil dieses fruchtbaren Bodens ab.“
Die Redaktion von JazzTimes listete das Album auf Rang 38 der besten Neuveröffentlichungen des Jahres.